# Zographus plicaticollis
Zographus plicaticollis är en skalbaggsart som beskrevs av Thomson 1868. Zographus plicaticollis ingår i släktet Zographus och familjen långhorningar. Inga underarter finns listade i Catalogue of Life.